# Маколли, Элисон
Элисон Маколли (швед. Elison Makolli; род. 10 января 2005, Мальмё) — шведский футболист, защитник клуба «Мальмё».

## Клубная карьера
Выступал за юношеские команды «Мальмё». Осенью 2021 года принял участие в двух матчах юношеской лиге УЕФА против «Челси» и «Ювентуса». В октябре 2022 года впервые попал в заявку основной команды на матч чемпионата с «Хеккеном», но в игре участия не принимал. В начале 2023 года проходил предсезонные сборы с основной командой в Испании. 4 апреля подписал первый профессиональный контракт с клубом. 1 июля дебютировал в чемпионате Швеции в матче с «Сириусом», появившись на поле в конце встречи вместо Йеспера Сисея.

## Клубная статистика
| Выступление      | Выступление      | Выступление      | Лига | Лига | Кубки | Кубки | Конт. кубки | Конт. кубки | Итого | Итого |
| Клуб             | Лига             | Сезон            | Игры | Голы | Игры  | Голы  | Игры        | Голы        | Игры  | Голы  |
| ---------------- | ---------------- | ---------------- | ---- | ---- | ----- | ----- | ----------- | ----------- | ----- | ----- |
| Мальмё           | Алльсвенскан     | 2023             | 1    | 0    | 0     | 0     | 0           | 0           | 1     | 0     |
| Мальмё           | Итого            | Итого            | 1    | 0    | 0     | 0     | 0           | 0           | 1     | 0     |
| Всего за карьеру | Всего за карьеру | Всего за карьеру | 1    | 0    | 0     | 0     | 0           | 0           | 1     | 0     |